# Toyota Land Cruiser (J40)
Toyota Land Cruiser (J40) — среднеразмерный внедорожник, выпускавшийся японской компанией Toyota Motor Corporation с 1960 по 1984 год.  

## Описание
Изначально в моторную гамму LC40 входили только бензиновые двигатели. Согласно японской классификации транспортных средств, подобные автомобили обозначались «тяжёлыми», что обеспечивало высокие ставки транспортного налога.
С 1974 года в семейство J40 входит внедорожник, начиная с которого, классификация транспортных средств изменилась. Объём дизельного двигателя Toyota B был увеличен до 3 литров. Бензиновые варианты получили индекс FJ4x, а дизельные — BJ4x.
Toyota LC40 стал пользоваться хорошим спросом не только среди организаций, но и среди частных лиц. Также автомобиль стал отправной точкой в популяризации силовых агрегатов такого типа на легковых автомобилях и внедорожниках.

## Toyota Bandeirante
Toyota Bandeirante выпускался с 1968 по 2001 год в Бразилии. В отличие от LC40, автомобиль первоначально оснащался двигателями Mercedes-Benz. С сентября 1968 по февраль 1973 года на автомобиль устанавливался двигатель Mercedes-Benz OM324, с февраля 1973 по ноябрь 1989 года — OM314, а с ноября 1989 по апрель 1994 года — OM364. До окончания производства автомобиль оснащался двигателями собственного производства.

## Галерея

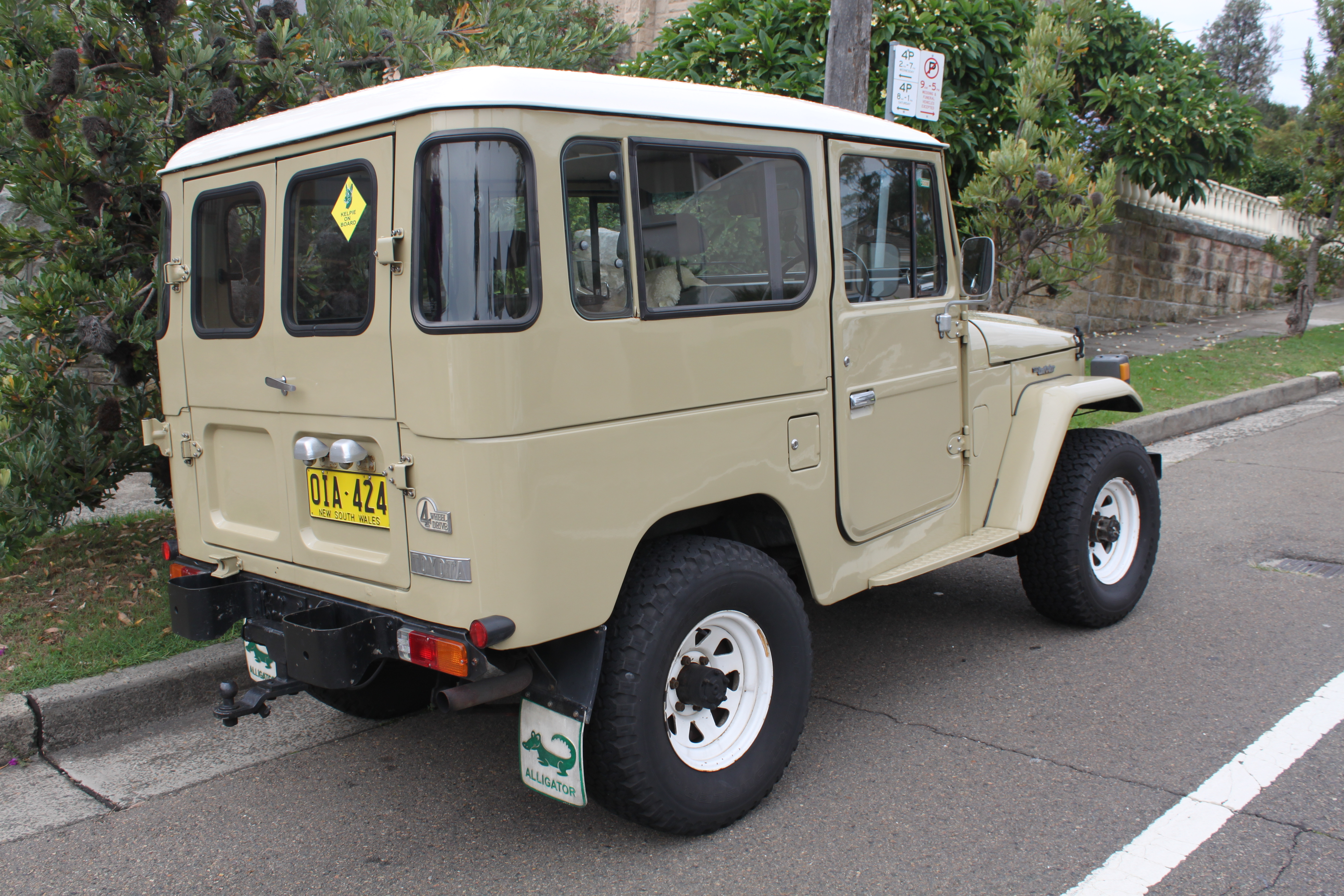
Вид сзади
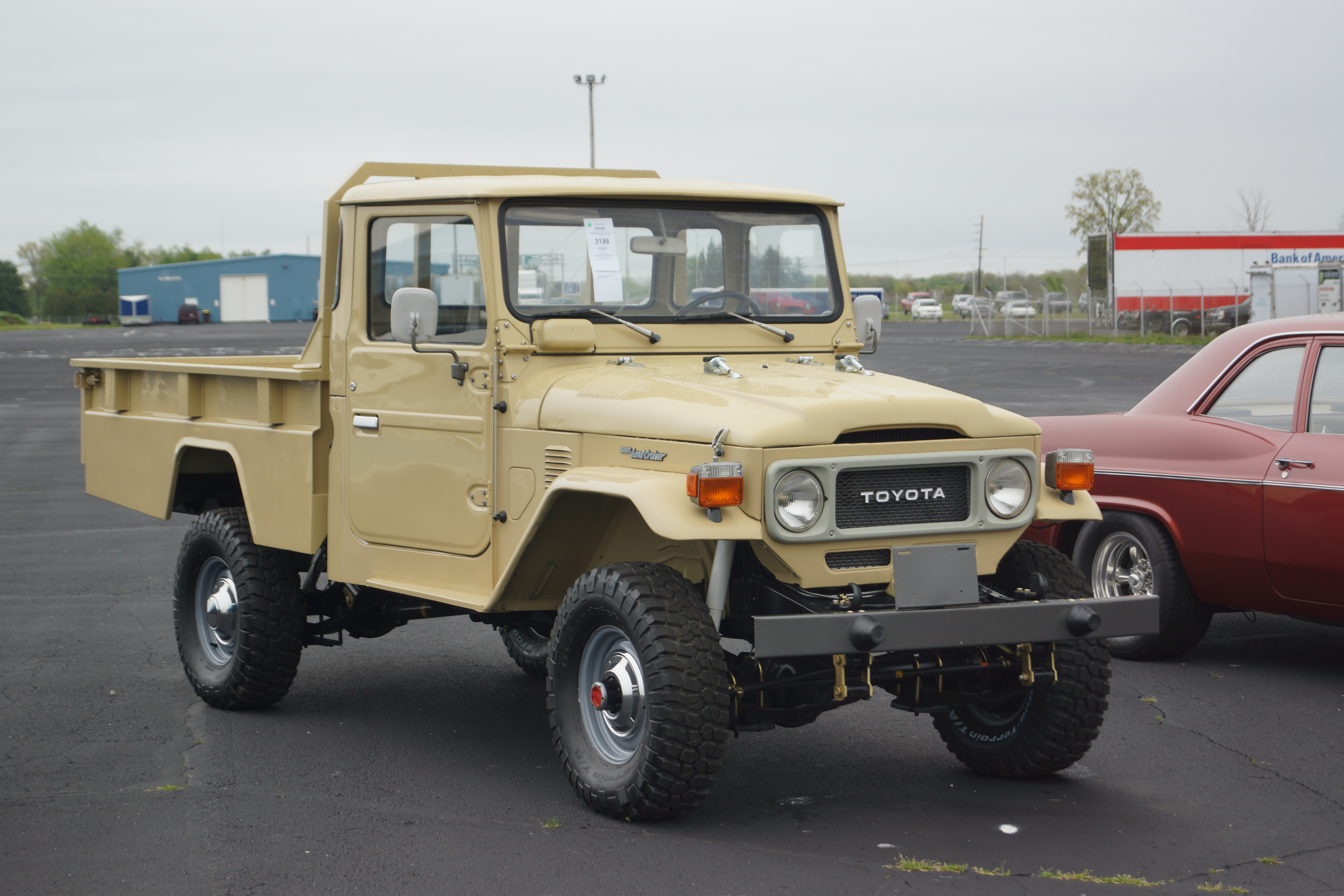
1985 Land Cruiser FJ45
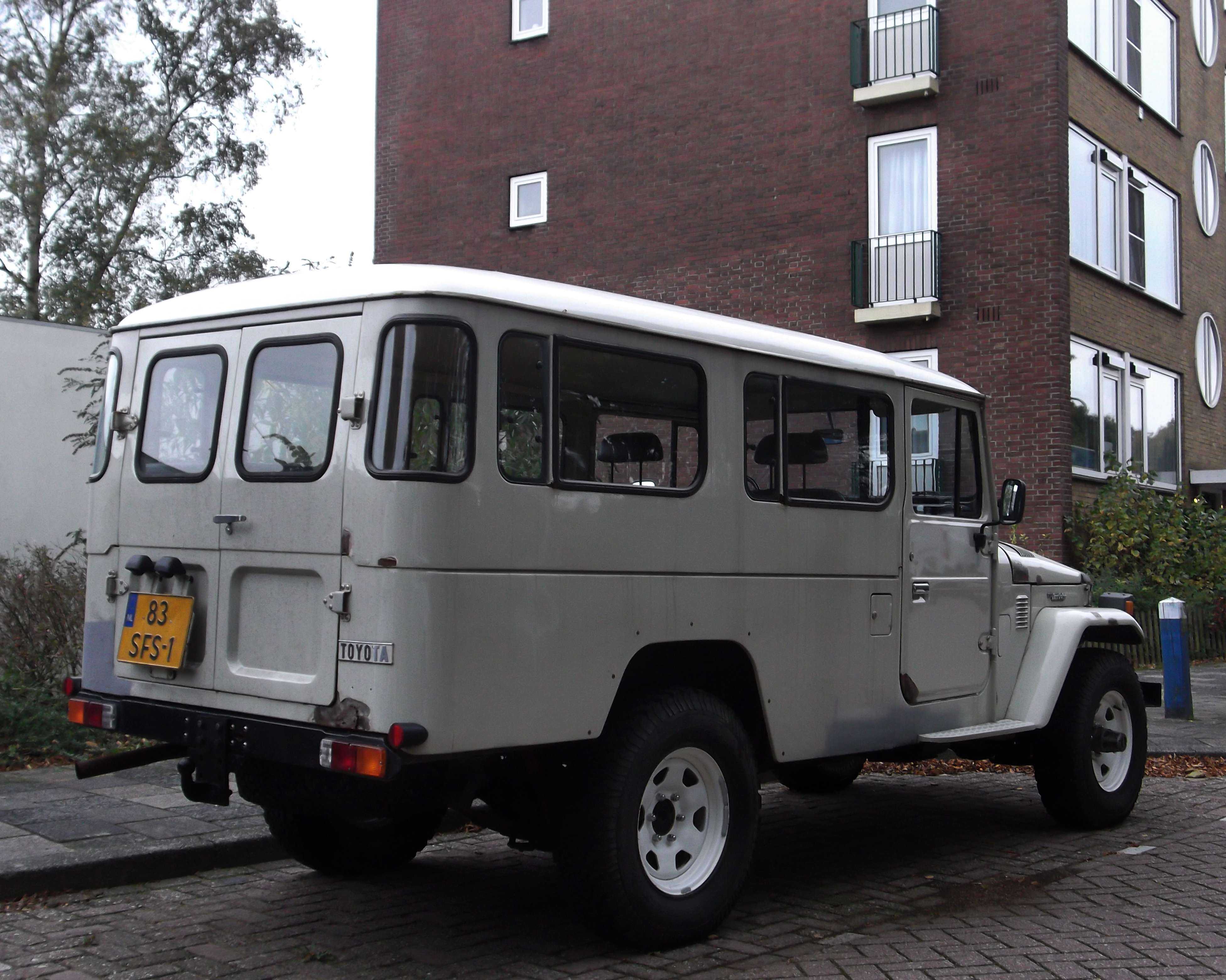
1981 Land Cruiser (FJ45)
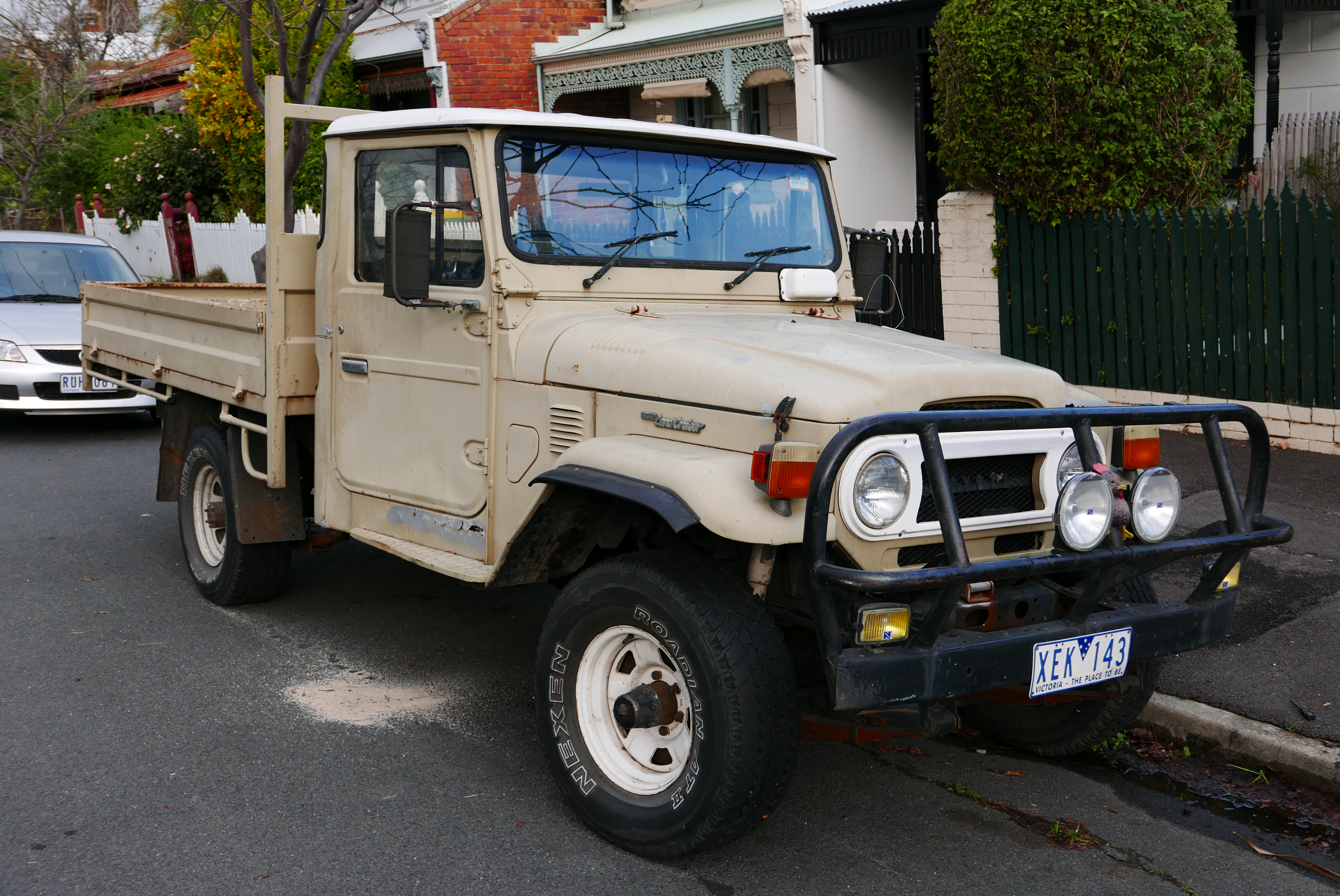
1981 Land Cruiser HJ47
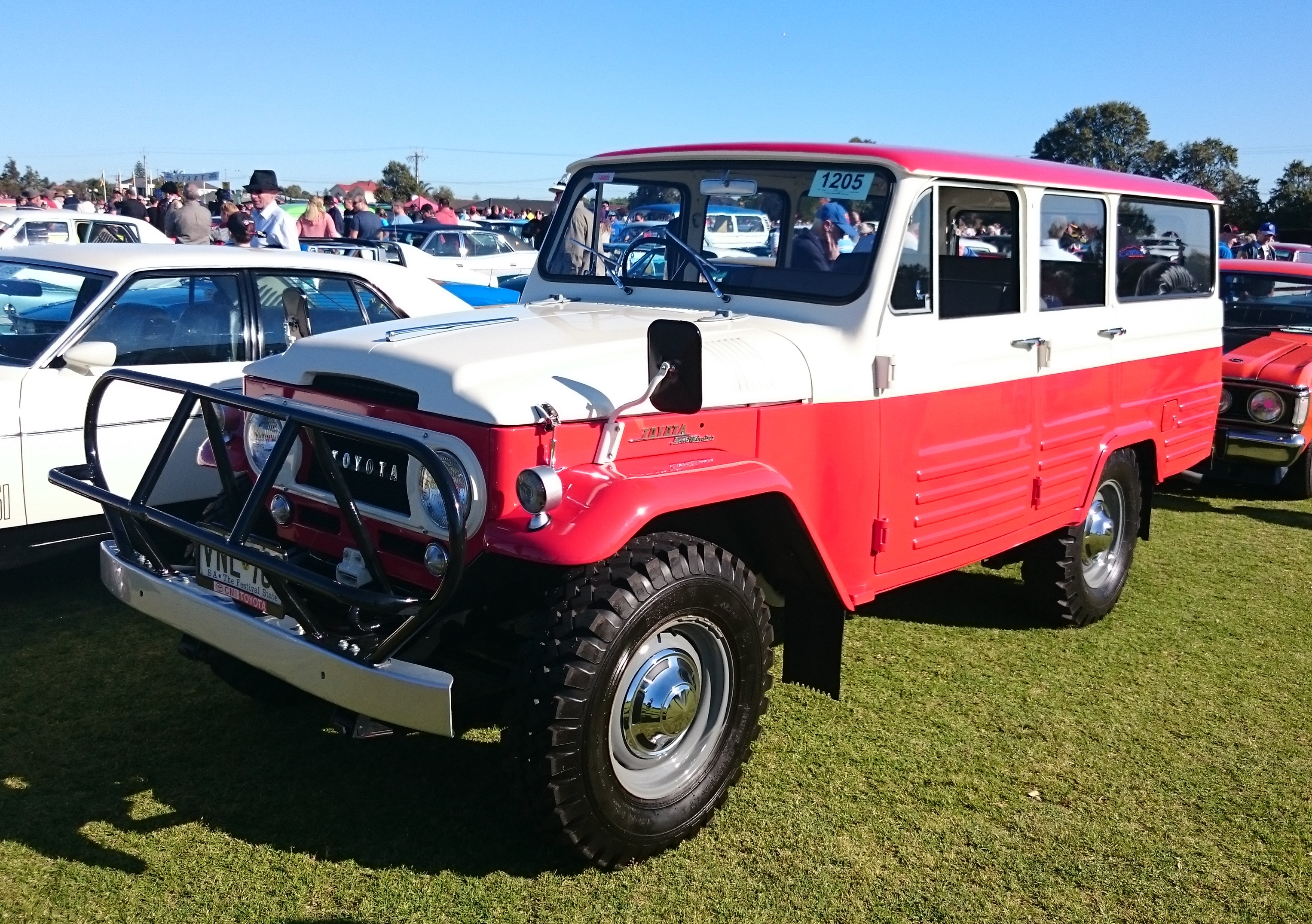
1963 Land Cruiser (FJ45)
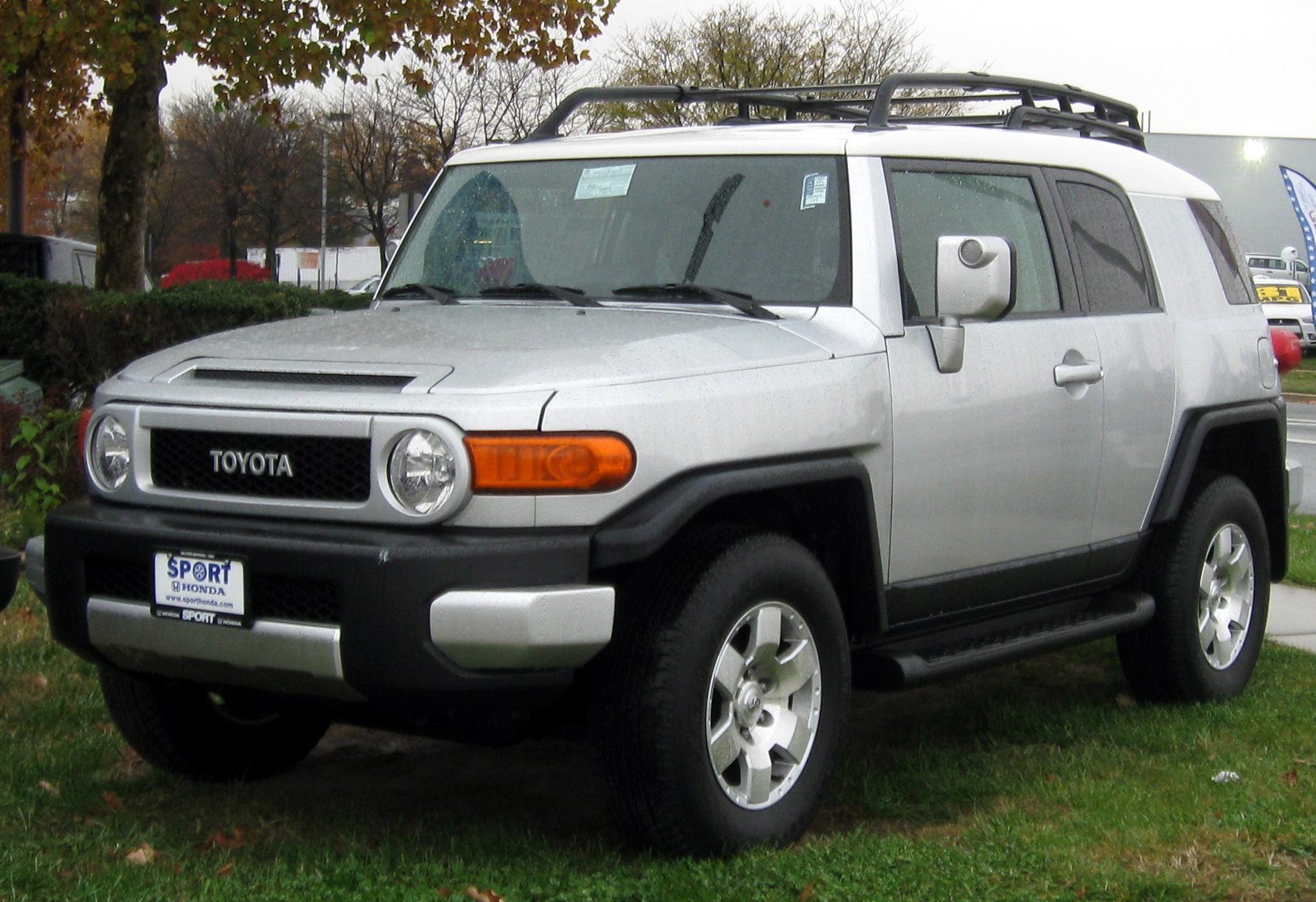
Toyota FJ Cruiser
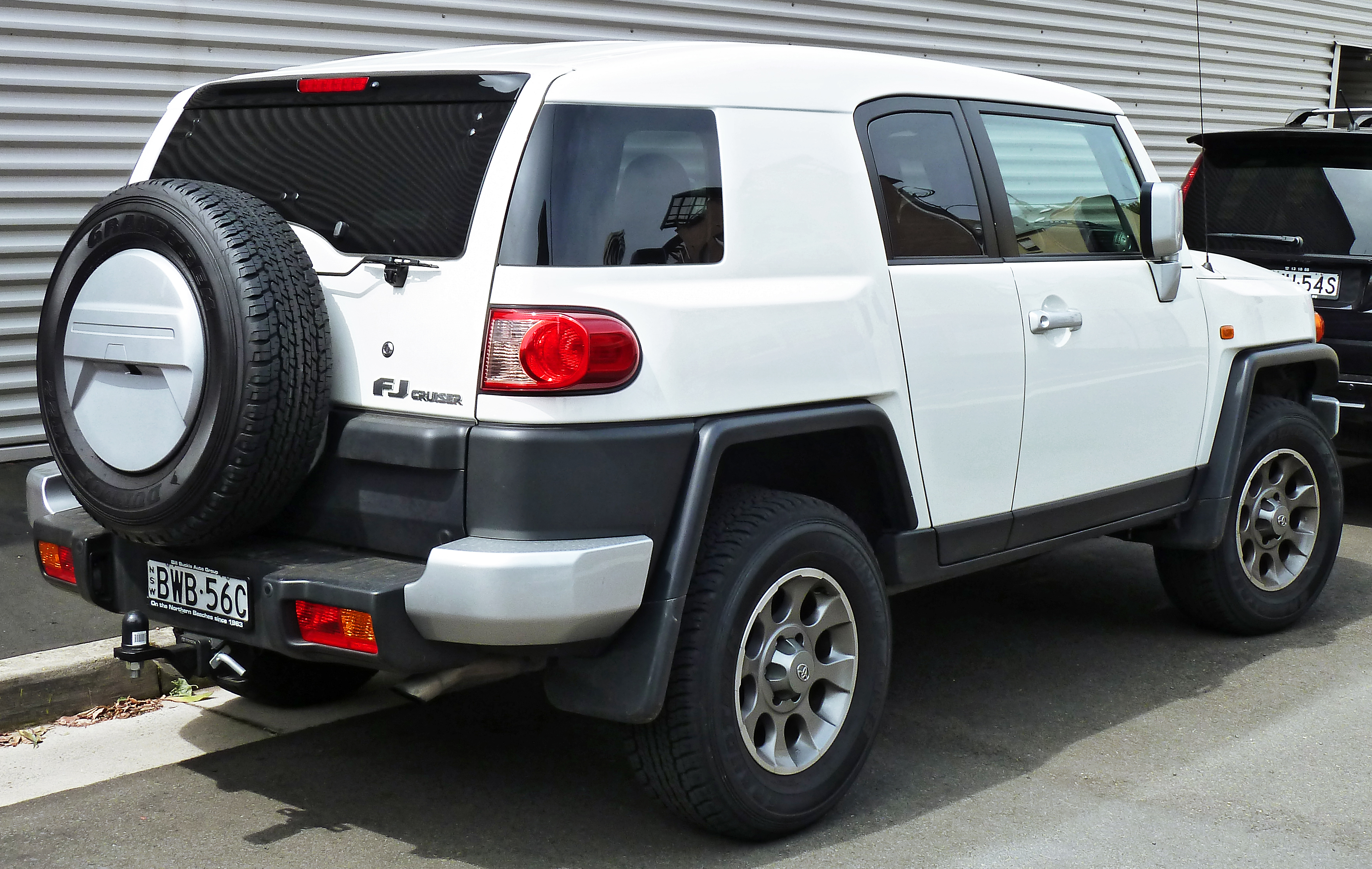
Вид сзади